# François Duval
François Duval, född 18 november 1980, är en belgisk rallyförare som debuterade i Rally-VM i och med Portugisiska rallyt 2001 och vann sin första och enda deltävling 2005 i Rally Australia 2005.

## Vinster i WRC
| Säsong | Tävling         | Co-driver   | Bil               |
| ------ | --------------- | ----------- | ----------------- |
| 2005   | Rally Australia | Sven Smeets | Citroën Xsara WRC |